# Beau Bokan
Beau Mark Bokan (Los Angeles, Califórnia 30 de Novembro de 1981) é um músico e cantautor norte-americano. Ele é o atual vocalista da banda de post-hardcore americana Blessthefall, e ex-vocalista da banda Take the Crown. Bokan dirige sua própria linha de roupas intitulada "Golden Hearts Shine Forever" que foi lançada em Março de 2011. Bokan é cristão como todos os outros membros do Blessthefall e também é straight edge.
Em 26 de Setembro de 2008, Bokan juntou se com o Blessthefall como vocalista para substituir Craig Mabbitt, que deixou a banda para se juntar ao Escape the Fate. Ele já gravou cinco álbuns de estúdio com o Blessthefall, Witness lançado em 2009, Awakening, lançado em 2011, Hollow Bodies lançado em 2013, To Those Left Behind lançado em 2015, e Hard Feelings lançado em 2018.
Bokan se casou com a cantora de pop canadense Lights (Valerie Anne Poxleitner), em 12 de Maio de 2012, com quem teve uma filha, Rocket Wild Bokan, que nasceu em 15 de fevereiro de 2014.